# Empis arthritica
Empis arthritica är en tvåvingeart som beskrevs av Axel Leonard Melander 1902. Empis arthritica ingår i släktet Empis och familjen dansflugor.
Artens utbredningsområde är Pennsylvania. Inga underarter finns listade i Catalogue of Life.